# A60 (Groot-Brittannië)
De A60 is een 101 km lange hoofdverkeersweg in Engeland.
De weg verbindt Doncaster via Worksop, Warsop Mansfield, en Nottingham met Loughborough.
Routebeschrijving
De A60 begint in Doncaster op een kruising met de A630 en loopt in zuidwestelijke richting de stad uit. De weg loopt door Wadworth en komt in Tickhill waar een samenloop is met de A631 en loopt verder naar Worksop. In het westen van Worksop sluit de A60 op de rotonde Sandy Road aan op de A57, die de rondweg van de stad vormt. Samen lopen ze naar de rotonde Worksop Road waar de A60 in zuidwestelijke richting afsplitst. Dan passeert de weg de kruising waar de A619 aansluit. De A60 loopt verder Cuckney waar op de kruising Creswell Road/Budby Road de A616 kruist en in het zuiden van het dorp kruist ze op de kruising Langwith Road/Cottage Road de A632. De weg loopt verder door Warsop en komt in Mansfield.
Mansfield
In het noorden van Mansfield is er samenloop met de A6075, sluit op de kruising Old Mill Lane de A6117 aan en is er een samenloop is met de A6009 waar op de kruising Ratcliffe Gate de A6191 aan en is er een samenloop met de A6009 de weg verlaat Mansfield. De weg passeert een rotonde waar de A614 aansluit en komt in Nottingham.
Nottingham
De A60 loopt verder door de stad Nottingham. Hier sluiten de A6211, de A6514 en de A611 aam. Vervolgens sluit op de rotonde Mansfield Road de A6130 en op de rotonde BBC Island de A6008 aan. Dan sluiten op een volgend de A6019, de A6011, A6011, de A6520 en de A606 aan. De weg loopt verder, kruist op de rotonde Nottingham Knights de A52 en verlaat Nottingham.
De weg loopt verder via de rondweg van Ruddington en door Colstock en Rempstone waar de A6006 kruist. De A60 loopt door  Loughborough waar op de kruising Station Boulevard de A6004 aansluit. Vervolgens  loopt de A60 in zuidwestelijke richting door de stad en sluit op de kruising Leicester Road aan op de A6.